# Madridi kódex

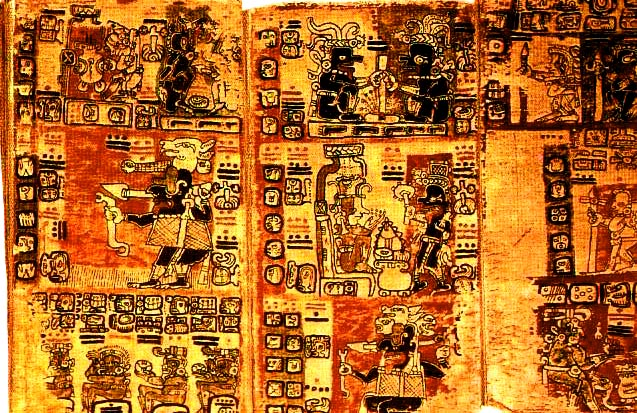
A Madridi kódex lapjai

A maja kódexek közül leghosszabb a Madridi kódex, vagyis Codex Tro-Cortesianus, ez az írásos maja emlék a ránk maradt 4 maja kódex egyike, melynek kiterített hossza 7,6 méter, 13 cm széles lapokból áll, ezeknek mindkét oldalán írás és rajzos illusztráció látható. Terjedelme 112 oldal, ebből a Troano-rész 70 oldal, a Cortesianus-rész pedig 42 oldal (ez utóbbi a hódító Hernando Cortes egyik leszármazottjának képezte tulajdonát. A kódexet két részletben találták meg, az egyiket Extremadura, a másikat Madrid területén, 1860 és 1870 között. A kódex 236 tzolkint tartalmaz, néhány történelmi adattal, de ezek időpontja - az Initiale Sorozatok hiányában - nem határozható meg. A kódex a történelmi adatokon kívül kereskedelemmel, vadászással, mezőgazdasággal, vízzel, halállal, betegségekkel és áldozásokkal foglalkozik.
Keletkezési ideje i. sz. 1350 és 1450 közé tehető.